# Луков (район Бардеёв)
Луков (словац. Lukov) — село и одноимённая община в округе Бардеёв Прешовского края Словакии.

## История
Первое упоминание о селе Луков датируется 1264-м годом. Населенное украинцами, но после Второй мировой войны — под угрозой переселения в УССР — абсолютное большинство крестьян переписалась на словаков и русинов.
В середине XVIII века часть русинского населения переселилось в Воеводину.
1943 года к деревне присоединен поселок «Венеция», в котором в прошлом мастера с итальянского острова Мурано, что близ Венеции, основали стеклянную гуту, а в память о своей родине соответственно назвали и поселение.

## Население
| Год:                | 1994 | 2004     | 2014    | 2024    |
| ------------------- | ---- | -------- | ------- | ------- |
| Количество человек: | 454  | 576      | 618     | 663     |
| Разница:            |      | +26,87 % | +7,29 % | +7,28 % |

Национальный состав населения (по данным последней переписи населения 2001 года):
- словаки — 93,39%
- русины — 3,39%
- украинцы — 1,25%
- цыгане — 0,71%

Состав населения по принадлежности к религии состоянию на 2001 год:
- православные — 48,57%,
- греко-католики — 36,61%,
- римо-католики — 5,54%,
- не считают себя верующими или не принадлежат к одной вышеупомянутой церкви - 6,07%